# Serpentín

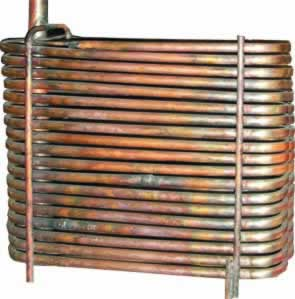
Serpentín de cobre utilizado para enfriamiento de agua en procesos industriales.

Se denomina serpentín o serpentina a un tubo de forma frecuentemente espiral, utilizado comúnmente para enfriar vapores provenientes de la destilación en un calderín y así condensarlos en forma líquida. Suele ser de cobre u otro material que conduzca el calor fácilmente. Este aparato se utiliza de diversas formas pero más comúnmente en el laboratorio de química.
Los serpentines se usan desde la antigüedad en la destilación de bebidas alcohólicas, aunque en la actualidad cualquier proceso de refinado de crudos u obtención de un producto químico puede utilizar un serpentín, bien para enfriar, bien para calentar líquidos o gases.
Los calentadores de agua para el hogar que funcionan con gas butano llevan un serpentín, que es expuesto a las llamas y dentro del cual circula el agua a calentar. También se utiliza un aparato muy parecido para esterilizar la leche, el cual la somete a un cambio brusco de temperatura haciéndola pasar de un serpentín caliente a otro refrigerado en un lapso breve.
El serpentín también forma parte de los equipos de aire acondicionado y/o refrigeración. El serpentín es un equipo intercambiador de calor que al estar en contacto con el aire de retorno el cual regresa caliente, enfría el aire gracias al refrigerante a baja temperatura que circula por su interior, y lo envía de nuevo mediante los ductos transportadores a las instalaciones y mediante este proceso la temperatura del aire presente en las instalaciones se mantiene bajo condiciones de confort.